# Jutta d'Isenbourg
Jutta d'Isenbourg-Neumagen (ou Jutta d'Isembourg, Jutte d'Isenbourg ou encore Jutte d'Isembourg), dont on ne connaît pas la date de naissance, morte le 28 juillet 1564 à Waldeck (Hesse, comté de Waldeck-Wildungen), est une noble.

## Biographie
Fille du comte d'Isenbourg-Neumagen à Salm et d'Isenbourg-Neumagen à Hunolstein Salentin VII d'Isenbourg-Neumagen d'Isenbourg et de son épouse Élisabeth de Hunolstein, elle épouse le comte de Waldeck-Wildungen Philippe IV de Waldeck-Wildungen de Waldeck.

## Famille
Elle est la sœur de Jeannette d'Isenbourg-Neumagen d'Isenbourg (1500-1563)et d'Anne d'Isenbourg-Neumagen d'Isenbourg (?-1581).
Ses grands-parents paternel sont le seigneur de Bas-Isenbourg Garlach II d'Isenbourg-Grentzau d'Isenbourg et son épouse Hildegarde de Sirck. Ses grands-parents maternel sont le bailli de Hunolstein Henri de Hunolstein et son épouse Elisabeth de Bolchen d'Ouren.

## Descendance
Elle donne naissance à une fille, Madeleine de Waldeck-Wildungen de Waldeck.